# Seznam likov serije Ja, Chef!
Ja, Chef! je slovenska humoristična serija, posneta po prvotno licenčni ruski seriji Kuhinja (2012–16), ki je na voljo na platformi VOYO od 17. junija 2021 dalje..
Prve štiri sezone so bili vsi deli predvajani na isti dan, od pete sezone do začetka šeste sezone pa epizodo predvajajo enkrat tedensko po 2 dela skupaj. Kasneje v šesti sezoni pa le po en del na teden.
26. septembra 2022 je prva sezona serije z 15 mesečnim zamikom prišla še na televizijo, ki je zdaj na voljo širšim množicam na POP TV.

## Seznam
| Igralec/-ka                 | Vloga                                                                         | Sezone  | Odigranih delov |
| --------------------------- | ----------------------------------------------------------------------------- | ------- | --------------- |
| Glavne vloge                |                                                                               |         |                 |
| Jurij Zrnec                 | Ljubomir Bohinc, chef restavracije Casablanca                                 | S01-S10 | 60              |
| Klemen Janežič              | Luka Čeh, bivši kuhar in partner Pike Golob                                   | S01-S10 | 60              |
| Mario Ćulibrk               | Zdravko Keuc, kuhar za ribe                                                   | S01-S10 | 59              |
| Luka Cimprič                | Tomi Šuler, kuhar na zelenjavi in mesu                                        | S01-S10 | 59              |
| Matej Puc                   | Štefan Čuk, pomočnik šefa                                                     | S01-S10 | 57              |
| Jernej Kogovšek             | Lovro Pesek, slaščičar                                                        | S01-S10 | 57              |
| Katarina Čas                | Pika Golob, manager restavracije in vodja osebja in bivša partnerka Luke Čeha | S01-S10 | 54              |
| Domen Valič                 | Miha Kos, barman, Nastjin partner                                             | S01-S10 | 53              |
| Viktorija Bencik Emeršič    | Nastja Martić, natakarica                                                     | S01-S06 | 48              |
| Bojan Emeršič               | Rudi Kavčič, lastnik restavracije Chateau de Philippe                         | S01-S06 | 45              |
| Faketa Salihbegović Advagić | Šefika, čistilka                                                              | S01-S06 | 44              |
| Liza Praprotnik             | Monika, hostesa                                                               | S01-S06 | 30              |
| Sebastian Cavazza           | Herman Kramar, šef restavracije Chateau de Phillippe                          |         |                 |
| Liza Marijina               | Katja Bohinc, kuharica, Ljubomirjeva hči                                      | S05-S10 | 19              |
| Stranske vloge              |                                                                               |         |                 |
| Tina Vrbnjak                | Saša Jelen, nekdanja natakarica, Lukova bivša punca                           | S01-S06 | 41              |
| Tjaša Železnik              | Marjeta Kolmanič, chefinja restavracije Casablanca                            | S01-S05 | 25              |
| Janez Škof                  | Radovan Knez, brezdomec                                                       | S01-S06 | 18              |
| Lea Mihevc                  | Kristina, Rudijeva bivša žena, nekdanja šefica restavracije                   | S01-S06 | 18              |
| Gojmir Lešnjak - Gojc       | Jovo, dobavitelj                                                              | S01-S06 | 16              |
| Vid Valič                   | Mitja, nekdanji natakar                                                       | S04-S05 | 9               |
| Dario Varga                 | Edo Martić, Nastjin oče, vodja mesnice                                        | S03-S06 | 8               |
| Zvezdana Mlakar             | Vera Čuk, Štefanova mama                                                      | S02-S04 | 7               |
| Uroš Smolej                 | Andrej Šmid, kupec restavracije                                               | S06     | 6               |
| Jana Zupančič               | Tatjana, Ljubomirjeva bivša žena                                              | S01-S06 | 5               |
| Saša Pavček                 | Nastjina mama                                                                 | S03-S06 | 4               |
| Bojan Maroševič             | Albert Krajnc, zdravnik                                                       | S04     | 4               |
| Rok Vihar                   | Igor, kupec restavracije                                                      | S02-S03 | 4               |
| Stella Majerič              | Alisa, Ljubova in Tatjanina hči                                               | S01-S03 | 4               |